# Johan Slager
Johan Slager (Amsterdam, 8 juni 1946 – 22 januari 2025) was de eerste gitarist van de Nederlandse popgroep Kayak. Hij richtte de band in 1972 op, samen met Ton Scherpenzeel, Pim Koopman en Max Werner. Daarvoor speelde hij met Scherpenzeel en Koopman van 1970 tot 1972 in High Tide Formation. Slager kwam op voorspraak van Peter van Asten bij die band. Slager speelde mee op negen Kayak-albums, tot de groep in 1982 stopte. Voorkeur ging uit naar de gitaartracks Reason for it all, They get to know me en Merlin. Eind jaren negentig deed hij mee met een paar reünieconcerten, maar bij de heroprichting van Kayak in 1999 maakte Slager geen deel uit van de band; hij voelde zich gepasseerd na de herstart.
Buiten Kayak was Slager als gastgitarist actief bij verschillende Nederlandse artiesten. Hij speelde mee op albums van onder andere Circus Custers, Youp van 't Hek, Bolland & Bolland en Ekseption. In 1980 ging hij als invallend gitarist met Earth and Fire op tournee. Hij speelde ook mee op soloalbums van Kayak collega's Max Werner en Edward Reekers. Ook had hij zijn eigen bands; onder andere de rockband Ravage met Danny Lademacher en Michel van Dijk, en later de rock/soul band Plus Doreen met zangeres Dorien Teeuwisse. Plus Doreen bracht twee cd's uit; het debuut Its Got To Be Love (1994) met voornamelijk songs van Slager en teksten van Teeuwisse en A Saturdaynight At The Bamboo Bar (1995).
Rond de eeuwwisseling werkte hij in het clubcircuit samen met zanger Michel van Dijk (bekend van Alquin en Ravage). Ook was hij lid van de blues/rockband Sideman en zat hij in de begeleidingsband van popkoor Pop4Shore! uit Katwijk en Da Capo's Popkoor (rond 2009). Sinds 1998 werkte Johan Slager als muziekproducer, geluidstechnicus en gitarist samen met componist/artiest Rogier van der Erve. De samenwerking begon met drie tracks van de cd 'Ken jij iemand?' (1998). De eerste volledige cd is 'Banlieue' (2006). In 2018 verschijnt 'Lazos de Música' in iTunes/Apple music, een mini-album met voornamelijk Spaanstalige covers. In 2019 volgt de cd 'Migration'. 
Slager overleed in januari 2025 op 78-jarige leeftijd.